# Bell Biv DeVoe
Pour les articles homonymes, voir BBD.
Bell Biv DeVoe est un groupe de new jack swing américain, originaire de Boston, Massachusetts. Il se compose de trois membres du groupe New Edition, Ricky Bell, Michael Bivins, et Ronnie DeVoe.

## Biographie
Bell, Bivins, et DeVoe forment le groupe après la séparation du groupe New Edition et à la suggestion de leurs producteurs de l'époque Jimmy Jam et Terry Lewis. Après avoir accepté l'idée, le label MCA Records suggère le nom de Bell Bivins DeVoe, mais Bivins préfère retirer le ins de son nom et appeler le groupe Bell Biv DeVoe. Le groupe débute à la fin des années 1980, mais son existence n’est officielle qu’à la fin de la tournée de promotion de l’album Heart Break en 1988. Aux côtés des producteurs de Public Enemy Eric Sadler, Hank et Keith Shocklee, Bell Biv DeVoe publie son premier album, intitulé Poison, en mars 1990 sur MCA Records. L'album est crédité pour avoir lancé le « new jack swing » au début des années 1990 mêlant hip-hop, funk, soul, et pop. Cette fusion de styles aide le groupe à se populariser. Plus tard, Richard Wolf et Epic Mazur composent un remix de Do Me!, qui devient numéro un des classements de dance. L'album suit de quatre singles tirés de cet opus, dont le titre phare Poison qui atteindra la troisième place des classements RnB, et figurera dans la bande son du jeu vidéo Grand Theft Auto: San Andreas sur la chaîne de radio fictive CSR. L’album se vend à plus de trois millions d’exemplaires.
L’année suivante sort WBBD-Bootcity!: The Remix Album, un album de remixes, accompagné du single Word to the Mutha!. En 1996, Bell, Bivins, et DeVoe font partie de la reformation du groupe New Edition et de la tournée promotionnelle du nouvel album Home Again. En 2001, sort leur troisième album, B.B.D.. Cet album ne reçoit pas un très bon accueil de la critique et les ventes seront faibles.
Après une interruption de 16 ans, ils sortent un nouveau single courant 2016 (Run) et reviennent avec un 4e album publié chez Entertainment One Music le 27 janvier 2017. L'album atteint la 2e place du classement R&B aux USA et la 18e place du classement toutes sorties.

## Discographie

### Albums studio
- 1990 : Poison
- 1993 : Hootie Mack
- 2001 : B.B.D.
- 2017 : Three Stripes

### Compilations
- 1991 : WBBD-Bootcity!: The Remix Album
- 2000 : Bell Biv DeVoe : Greatest Hits